# Albert Malherbe

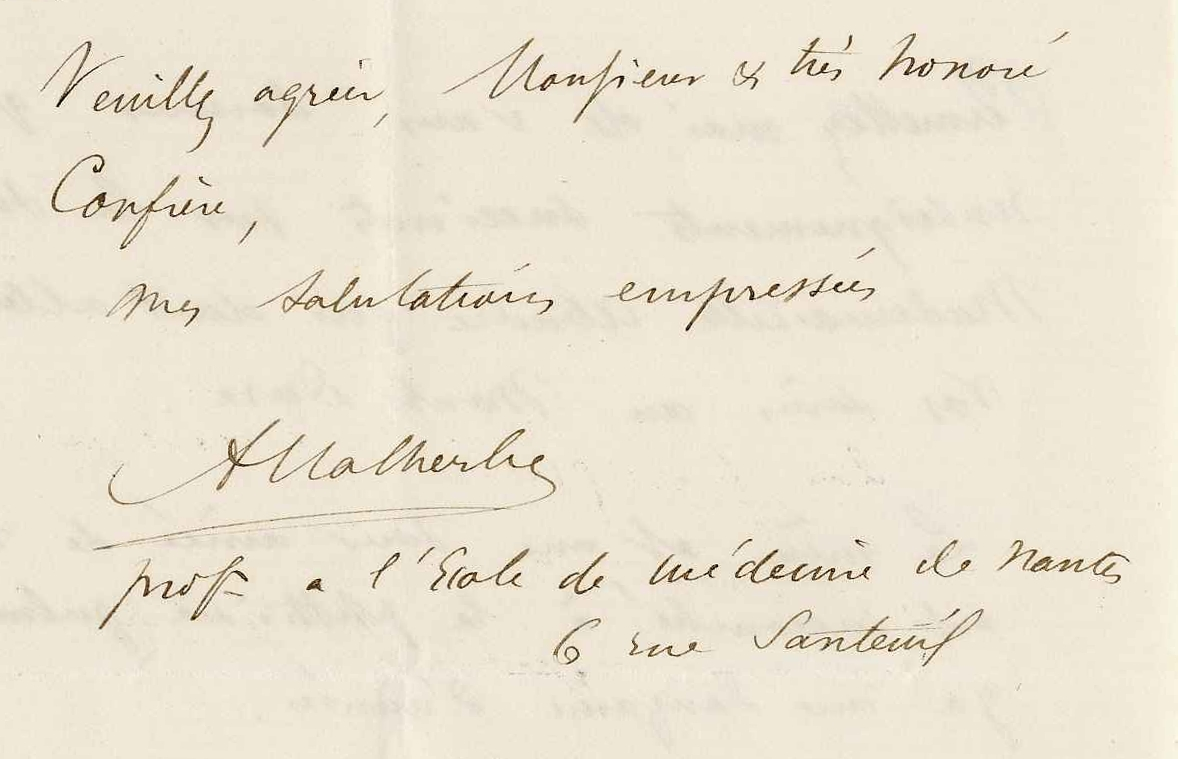
Schluss eines Briefes von Albert Malherbe vom 24. Juli 1879

Albert Hippolyte Malherbe (* 21. November 1845; † 16. Oktober 1915) war Professor für Chirurgie, Histologie und Anatomie an der Universität Nantes. Er ist Erstbeschreiber des Pilomatrixoms.

## Publikationen
- Recherches sur l'épithéliome calcifié des glandes sébacées : contribution à l'étude des tumeurs ossiformes de la peau / par le Dr A. Malherbe. Paris: Octave Doin, 1882 (online) (freier Volltext der Bibliothèque nationale de France)
- Récherches sur le Sarcome. Paris: Masson, 1904